# 주브네땃쥐
주브네땃쥐(Crocidura jouvenetae)는 땃쥐과에 속하는 포유류의 일종이다. 코트디부아르와 기니, 라이베리아 그리고 시에라리온에서 발견된다. 저지대 열대 습윤 숲에서 서식하며, 산지 숲에서도 사는 것으로 추정하고 있다.